# 1996–1997-es magyar női röplabdabajnokság
Az 1996–1997-es magyar női röplabdabajnokság az ötvenkettedik magyar női röplabdabajnokság volt. A bajnokságban tizennyolc csapat indult el, a csapatok az előző évi szereplés alapján két csoportban (Extraliga: 1-8. helyért, NB I.: 9-18. helyért) négy, illetve két kört játszottak. Az alapszakasz után az Extraliga 1-6. helyezettjei és az osztályozó győztesei play-off rendszerben játszottak a végső helyezésekért. Az osztályozó vesztesei (melyben az Extraliga 7-8. és az NB I. 1-2. helyezettjei vettek részt) és az NB I. 3-4. helyezettjei egymás közt két kört játszottak a 9-12. helyért, míg az NB I. 5-10. helyezettjei az addigi pontjaikat megtartva egymás közt még két kört játszottak a 13-18. helyért.
A Kordax-Eger SC új neve AgriaComputer RC Eger lett.

## Alapszakasz

### Extraliga
| #  | Csapat                | M  | Gy | V  | Sz+ | Sz- | P  |
| -- | --------------------- | -- | -- | -- | --- | --- | -- |
| 1. | AgriaComputer RC Eger | 28 | 25 | 3  | 75  | 21  | 53 |
| 2. | Vértes Volán SE       | 28 | 23 | 5  | 72  | 20  | 51 |
| 3. | BSE-CSM               | 28 | 22 | 6  | 70  | 28  | 50 |
| 4. | Vasas SC-Budai Tégla  | 28 | 15 | 13 | 54  | 49  | 43 |
| 5. | Jászberényi RK        | 28 | 9  | 19 | 42  | 62  | 37 |
| 6. | Szegedi DRE           | 28 | 9  | 19 | 33  | 67  | 37 |
| 7. | BVSC                  | 28 | 8  | 20 | 36  | 62  | 36 |
| 8. | Debreceni TE-DSI      | 28 | 1  | 27 | 10  | 82  | 29 |

### NB I.
| #   | Csapat                        | M  | Gy | V  | Sz+ | Sz- | P  |
| --- | ----------------------------- | -- | -- | -- | --- | --- | -- |
| 1.  | Hansa Plastic-NRK Nyíregyháza | 18 | 16 | 2  | 51  | 14  | 34 |
| 2.  | Kecskeméti RC                 | 18 | 16 | 2  | 50  | 17  | 34 |
| 3.  | Pulzus SC                     | 18 | 13 | 5  | 44  | 29  | 31 |
| 4.  | Pólus-Ajka SE                 | 18 | 11 | 7  | 38  | 31  | 29 |
| 5.  | Kaposvári NRC                 | 18 | 11 | 7  | 39  | 32  | 29 |
| 6.  | Miskolci VSC                  | 18 | 7  | 11 | 28  | 39  | 25 |
| 7.  | Angyalföldi DRC               | 18 | 6  | 12 | 36  | 38  | 24 |
| 8.  | Békéscsabai Főiskola DSE      | 18 | 5  | 13 | 24  | 44  | 23 |
| 9.  | Székesfehérvári Radiant SE    | 18 | 5  | 13 | 21  | 41  | 23 |
| 10. | Győri Dózsa-Jero Disco        | 18 | 0  | 18 | 8   | 54  | 18 |

* M: Mérkőzés Gy: Győzelem V: Vereség Sz+: Nyert szett Sz-: Vesztett szett P: Pont

## Osztályozó az Extraligáért
| #  | Csapat                        | M | Gy | V | Sz+ | Sz- | P  |
| -- | ----------------------------- | - | -- | - | --- | --- | -- |
| 1. | Hansa Plastic-NRK Nyíregyháza | 6 | 5  | 1 | 16  | 6   | 11 |
| 2. | BVSC                          | 6 | 5  | 1 | 15  | 9   | 11 |
| 3. | Debreceni TE-DSI              | 6 | 2  | 4 | 8   | 13  | 8  |
| 4. | Kecskeméti RC                 | 6 | 0  | 6 | 7   | 18  | 6  |

* M: Mérkőzés Gy: Győzelem V: Vereség Sz+: Nyert szett Sz-: Vesztett szett P: Pont

## Rájátszás

### 1–8. helyért
Negyeddöntő: AgriaComputer RC Eger–BVSC 3:0, 3:0 és Vértes Volán SE–Hansa Plastic-NRK Nyíregyháza 3:0, 3:0 és BSE-CSM–Szegedi DRE 3:0, 3:0 és Vasas SC-Budai Tégla–Jászberényi RK 3:0, 3:0
Elődöntő: AgriaComputer RC Eger–Vasas SC-Budai Tégla 3:1, 3:0, 3:0 és Vértes Volán SE–BSE-CSM 3:0, 3:2, 3:1
Döntő: AgriaComputer RC Eger–Vértes Volán SE 3:0, 3:0, 3:0
3. helyért: BSE-CSM–Vasas SC-Budai Tégla 2:3, 1:3, 3:1, 3:0, 3:1
5–8. helyért: Jászberényi RK–BVSC 2:3, 0:3 és Szegedi DRE–Hansa Plastic-NRK Nyíregyháza 3:2, 1:3, 3:1
5. helyért: Szegedi DRE–BVSC 2:3, 1:3
7. helyért: Jászberényi RK–Hansa Plastic-NRK Nyíregyháza 1:3, 2:3

### 9–12. helyért
| #   | Csapat           | M | Gy | V | Sz+ | Sz- | P  |
| --- | ---------------- | - | -- | - | --- | --- | -- |
| 9.  | Pulzus SC        | 6 | 5  | 1 | 16  | 10  | 11 |
| 10. | Pólus-Ajka SE    | 6 | 3  | 3 | 12  | 13  | 9  |
| 11. | Kecskeméti RC    | 6 | 2  | 4 | 12  | 14  | 8  |
| 12. | Debreceni TE-DSI | 6 | 2  | 4 | 10  | 13  | 8  |

### 13–18. helyért
| #   | Csapat                     | M  | Gy | V  | Sz+ | Sz- | P  | Megjegyzés     |
| --- | -------------------------- | -- | -- | -- | --- | --- | -- | -------------- |
| 13. | Kaposvári NRC              | 28 | 18 | 10 | 63  | 45  | 46 |                |
| 14. | Miskolci VSC               | 28 | 17 | 11 | 58  | 46  | 45 |                |
| 15. | Angyalföldi DRC            | 28 | 13 | 15 | 60  | 52  | 41 |                |
| 16. | Békéscsabai Főiskola DSE   | 28 | 8  | 20 | 40  | 67  | 36 |                |
| 17. | Székesfehérvári Radiant SE | 28 | 7  | 21 | 31  | 65  | 35 |                |
| 18. | Győri Dózsa-Jero Disco     | 28 | 1  | 27 | 13  | 82  | 28 | 1 pont levonva |

* M: Mérkőzés Gy: Győzelem V: Vereség Sz+: Nyert szett Sz-: Vesztett szett P: Pont